# Stade central (Aktioubé)
Le Koblandy Batyr Stadium (en kazakh : Қобыланды батыр стадионы) est le principal stade de football de la ville et du FC Aktobe.

## Histoire
Il est construit en 1975. Le jour de l'ouverture, le 28 août 1975, le Aktyubinets (maintenant le FC Aktobe) joue contre le CSKA Moscou. Le match se termine sur un score de 1 à 0 en faveur de l'équipe visiteuse. Kopeykin marque le but.
Le stade est l'un des plus fréquentés du Kazakhstan avec une capacité d'un peu moins de 13 500 personnes,.

## Information
Le stade répond aux normes internationales et est considéré comme l'un des meilleurs du Kazakhstan en termes d'équipement technique et d'originalité de construction. Il a quatre tribunes appelées d'après les points cardinaux. La tribune principale – ouest, qui abrite des sièges pour les commentateurs et les VIP. Sur la tribune est, des sièges spéciaux pour les personnes handicapées sont prévus. Le stade a un toit sur tous les sièges et un grand écran. La caisse et le bureau du FC Aktobe sont situés dans le stade. Il n'y a pas de pistes de course, car il s'agit uniquement d'un stade de football,.

## Principales caractéristiques du stade
- Taille du terrain - 105m x 68 m
- Capacité – 12.805 personnes[1]
- Surface – naturelle
- Capacité du secteur invité – 500 places
- Nombre de positions TV – 3
- Postes de commentateur - 2 sièges
- Presse— 20 places
- Eclairage – 1800 lux.
- Carte vidéo - système d'affichage - 10х9 m
- Nombre de caisses – 5
- Caméras de surveillance - 6 internes, 4 externes

## Reconstruction
Après l'ouverture du stade en 1975, la dernière reconstruction remonte à 2000, lorsque des sièges en plastique et le panneau de diodes électroluminescentes ont été installés. En 2005, le stade répondait à toutes les normes UEFA. Le système de chauffage, l'approvisionnement en eau et les égouts ont été remplacés. La zone du centre de presse a été agrandie à 54 m² et la salle des répartiteurs à 21 m². 142 ampoules dans le système de projecteurs d'une capacité totale de 1800 watts ont été installées. L'herbe a été remplacée et un système d'arrosage automatique installé. L'installation du chauffage par le sol du terrain a commencé le 28 avril 2011 et la pelouse a été renouvelée pour la première fois après 2005. Ce système n'est utilisé qu'au début du printemps et à la fin de l'automne (automne) pour favoriser la croissance de l'herbe.

## Faits
Pendant cinq ans, du 2 octobre 2004 au 27 août 2009 (1790 jours, un record du Kazakhstan), le FC Aktobe n'a subi aucune défaite à domicile dans tous les tournois (Kazakhstan Premier League, Coupe du Kazakhstan, UEFA Champions League et Europa League). Ce record n'a été battu qu'après la défaite face au Werder Bremen.
Aktobe n'a pas subi de défaite, pas même dans les années 2010 à 2011. Ce n'est que le 6 mai 2012 qu'ils ont perdu contre l'invité FC Tobol puis aussi contre Akzhaiyk et Genk de Belgique.

## Matchs internationaux
| Date               | Équipe 1   | Résultats | Équipe 2   | Tournoi de qualification |
| ------------------ | ---------- | --------- | ---------- | ------------------------ |
| 16 octobre 2007    | Kazakhstan | 4-1       | Géorgie    | Euro espoirs 2009,       |
| 6 octobre 2016     | Kazakhstan | 0-1       | Angleterre | Euro espoirs 2017        |
| 11 octobre 2016    | Kazakhstan | 0-3       | Norvège    | Euro espoirs 2017,       |
| 1er septembre 2017 | Kazakhstan | 1-1       | Monténégro | Euro espoirs 2019,       |

## Adresse
- 56, Abilkhayir khan Avenue, 030000, Aktioubé, Kazakhstan